# Telescópio espacial Sentinel
Renderização artística do Telescópio Espacial Sentinela
O telescópio espacial Sentinel é um observatório espacial atualmente sendo projetado e construído para a Fundação B612, e em desenvolvimento pela Ball Aerospace & Technologies.